# Atletica leggera ai Giochi della XVI Olimpiade - Getto del peso femminile
La competizione del getto del peso femminile di atletica leggera ai Giochi della XVI Olimpiade si è disputata il giorno 30 novembre 1956 al Melbourne Cricket Ground.

## L'eccellenza mondiale
| Campionessa olimpica 1952 | 15,28      | Galina Zybina | Presente |
| Campionessa europea 1954  | 15,65      | Galina Zybina | Presente |
| Primatista mondiale       | 16,76 1956 | Galina Zybina | Presente |

## Risultati

### Turno eliminatorio
Qualificazione13,00 m
Quindici atlete ottengono la misura richiesta.

La miglior prestazione appartiene a Tamara Tyškevič (URSS) con 14,43 m.
| Pos. | Atleta                | Nazione          | Misura | Lanci | Lanci | Lanci |
| Pos. | Atleta                | Nazione          | Misura | 1°    | 2°    | 3°    |
| ---- | --------------------- | ---------------- | ------ | ----- | ----- | ----- |
| 1    | Tamara Tyškevič       | Unione Sovietica | 14,43  | 14,43 |       |       |
| 2    | Marianne Werner       | Germania         | 14,21  | 14,21 |       |       |
| 3    | Galina Zybina         | Unione Sovietica | 14,08  | 14,08 |       |       |
| 4    | Johanna Lüttge        | Germania         | 14,00  | 14,00 |       |       |
| 5    | Milena Usenik         | Jugoslavia       | 13,96  | 13,96 |       |       |
| 6    | Nada Kotlušek         | Jugoslavia       | 13,92  | 13,92 |       |       |
| 7    | Regina Branner        | Austria          | 13,87  | 13,87 |       |       |
| 8    | Lois Testa            | Stati Uniti      | 13,51  | 12,26 | 13,51 |       |
| 9    | Zinaida Doynikova     | Unione Sovietica | 13,48  | 13,48 |       |       |
| 10   | Valerie Lawrence      | Australia        | 13,43  | 13,43 |       |       |
| 11   | Suzanne Farmer        | Gran Bretagna    | 13,42  | 12,81 | 13,42 |       |
| 12   | Earlene Brown         | Stati Uniti      | 13,39  | 13,39 |       |       |
| 13   | Jackie MacDonald      | Canada           | 13,11  | 13,11 |       |       |
| 14   | Valerie Sloper        | Nuova Zelanda    | 13,03  | 13,03 |       |       |
| 15   | Anne-Chatrine Lafrenz | Germania         | 13,00  | 13,00 |       |       |
| 16   | Paula Deubel          | Stati Uniti      | 12,38  | n     | 12,20 | 12,38 |
| 17   | Marg Woodlock         | Australia        | 11,70  | 11,52 | 10,94 | 11,70 |
| 18   | Mary Breen            | Australia        | 11,28  | 11,28 | 9,56  | 10,98 |

### Finale
La favorita è la sovietica Zybina. Nei tre lanci di finale migliora per tre volte il record olimpico, portandolo fino a 16,53. Ma viene superata dalla connazionale Tyškevič, che al suo ultimo lancio, la batte di 6 cm.
| Pos.    | Atleta                | Età | Nazione          | Misura | Lanci | Lanci | Lanci | Lanci | Lanci | Lanci |
| Pos.    | Atleta                | Età | Nazione          | Misura | 1°    | 2°    | 3°    | 4°    | 5°    | 6°    |
| ------- | --------------------- | --- | ---------------- | ------ | ----- | ----- | ----- | ----- | ----- | ----- |
| Oro     | Tamara Tyškevič       | 25  | Unione Sovietica | 16,59  | 16,13 | 14,80 | 16,32 | 15,92 | 15,45 | 16,59 |
| Argento | Galina Zybina         | 25  | Unione Sovietica | 16,53  | 16,35 | 16,32 | 15,82 | 16,28 | 16,48 | 16,53 |
| Bronzo  | Marianne Werner       | 32  | Germania         | 15,61  | 15,61 | 15,56 | 15,46 | n     | 15,01 | 15,53 |
| 4       | Zinaida Doynikova     | 22  | Unione Sovietica | 15,54  | n     | 15,54 | 15,32 | 15,23 | 15,27 | 15,52 |
| 5       | Valerie Sloper        | 19  | Nuova Zelanda    | 15,34  | 15,16 | 14,57 | 15,34 | 13,68 | 14,42 | 14,95 |
| 6       | Earlene Brown         | 21  | Stati Uniti      | 15,12  | 14,41 | 14,75 | 14,56 | 14,50 | 14,89 | 15,12 |
| 7       | Regina Branner        | 25  | Austria          | 14,60  | 14,04 | 14,60 | n     |       |       |       |
| 8       | Nada Kotlušek         | 22  | Jugoslavia       | 14,56  | 14,52 | 14,56 | 14,27 |       |       |       |
| 9       | Milena Usenik         | 22  | Jugoslavia       | 14,49  | 12,97 | 14,35 | 14,49 |       |       |       |
| 10      | Jackie MacDonald      | 24  | Canada           | 14,31  | 14,31 | n     | 12,72 |       |       |       |
| 11      | Johanna Lüttge        | 20  | Germania         | 13,88  | 13,57 | 13,47 | 13,88 |       |       |       |
| 12      | Anne-Chatrine Lafrenz | 20  | Germania         | 13,72  | 13,72 | n     | 13,44 |       |       |       |
| 13      | Valerie Lawrence      | 20  | Australia        | 13,12  | 10,86 | 12,39 | 13,12 |       |       |       |
| 14      | Lois Testa            | 20  | Stati Uniti      | 13,06  | 12,34 | 13,06 | 12,64 |       |       |       |
| 15      | Suzanne Farmer        | 21  | Gran Bretagna    | 12,71  | 12,37 | 12,71 | n     |       |       |       |